# Ynys Llanddwyn
Ynys Llanddwyn är en ö i Storbritannien.   Den ligger i riksdelen Wales, i den sydvästra delen av landet, 300 km nordväst om huvudstaden London.